# Xabi Prieto
Xabier Prieto Argarate (San Sebastián, Guipúzcoa, 29 de agosto de 1983), deportivamente conocido como Xabi Prieto, es un exfutbolista español, capitán de la Real Sociedad de LaLiga Santander hasta el final de la temporada 17/18.
Procedente de la ikastola Santo Tomas Lizeoa, comenzó su carrera en el Hernani cedido por la Real Sociedad, que lo había fichado siendo juvenil. Tras pasar por la Real Sociedad B, donde jugó 43 partidos y marcó 8 goles, debutó con el primer equipo en el partido de Copa, el 8 de septiembre de 2003,  Real Oviedo 1- Real Sociedad 2.
Durante su carrerar deportiva jugó en la posición de interior derecho y la de mediapunta. Ha sido descrito como un jugador muy técnico, cuya principal cualidad era el regate y el pase, siendo uno de los mayores asistentes en varias temporadas. También fue un gran lanzador de penaltis logrando anotar 25 tantos de 26 lanzamientos, siendo Aranzubia el único guardameta que le detuvo un lanzamiento, en el año 2007. Prieto rechazo ofertas económicas superiores de equipos en ligas superiores por seguir ligado a la Real Sociedad.

## Trayectoria

### Real Sociedad

#### Temporada 2003/04
Debutó con el primer equipo en un partido de la Copa del Rey contra el Real Oviedo. En los 13 partidos que jugó esta temporada (dos como titular), Prieto metió 2 goles, ambos contra el Real Madrid en el estadio Santiago Bernabéu, en la goleada por 1-4 del conjunto txuri-urdin, en un partido disputado el 23 de mayo.

#### Temporada 2004/05
En esta temporada Prieto se consolidó como jugador del primer equipo. Jugó un total de 25 partidos, 16 como titular. Durante la temporada solo pudo anotar un gol en Copa ante el Burgos.

#### Temporada 2005/06
Xabi fue el máximo goleador del equipo, con un total de 9 goles, 6 de ellos de penalti (todos los que lanza). Participó en todos partidos de la liga, en 32 como titular, siendo una pieza clave en el equipo.

#### Temporada 2006/07
En una temporada en la que la Real Sociedad terminaría descendiendo, Prieto fue uno de los pocos jugadores que destacó positivamente en la temporada realizada por el cuadro blanquiazul. Jugó 34 partidos, 31 como titular perdiéndose las dos últimas jornadas por lesión. En estos partidos marcaría 3 goles, 2 de ellos de penalti.

#### Temporada 2007/08
La primera temporada en Segunda División de la Real Sociedad fue muy convulsa. A principios de 2008, el jugador renovó con la Real Sociedad hasta 2013. En lo futbolístico, jugó 37 partidos, 33 como titular. En estos partidos marcaría 4 goles, uno de ellos de penalti.

#### Temporada 2008/09
Esta temporada fue compleja debido a que hubo varios momentos convulsos, debido a la moción de censura que supuso la entrada en la presidencia de Jokin Aperribay, en sustitución de Iñaki Badiola). La temporada de Xabi Prieto fue similar a la anterior logrando cuatro goles en 33 partidos, uno de penalti.

#### Temporada 2009/10
Fue una de sus mejores temporadas, coincidiendo con la llegada del uruguayo Martín Lasarte, ganando protagonismo y decantando partidos a favor de su equipo, convirtiéndose en uno de los principales artífices del ascenso de la Real Sociedad. Marcó 7 goles, dos de estos de penalti, y jugó 36 partidos, 34 como titular.

#### Temporada 2010/11
Completó su mejor temporada en Primera División y la mejor de su carrera junto con la del ascenso. Marcó un gol en la primera jornada del regreso de la Real a Primera ante el Villarreal CF. Anotó un decisivo gol de penal al FC Barcelona dándole una victoria en casa. Jugó 37 partidos y anotó 7 goles, cuatro de penalti.

#### Temporada 2011/12
En esta temporada Prieto tuvo cifras de goles y asistencia más modestos. Acabó la temporada con 34 partidos jugados y 2 goles.
Jugó cuatro partidos de Copa del Rey y anotó 2 goles, ambos ante el Granada CF.

#### Temporada 2012/13
En esta temporada Philippe Montanier apostó por Xabi Prieto situado en la mediapunta más que en la banda derecha. Prieto se convirtió en capitán tras la retirada de Mikel Aranburu. Marcó nueve goles, dos de penalti, cinco de ellos al Real Madrid. Tres tuvieron lugar en el Santiago Bernabéu el 6 de enero de 2013, en la derrota por 4-3 ante el Real Madrid, convirtiéndose así en su primer triplete en Primera División. Volvió a marcarle dos goles al Real Madrid en el partido de la segunda vuelta (3-3), uno de ellos de penalti y otro en el último minuto. Otros goles importantes fueron los logrados ante el Málaga en una victoria por 1-2 y el anotado en el Estadio Vicente Calderón (0-1) ante el Atlético de Madrid.
El día 1 de junio de 2013, Prieto, capitaneando a la Real consiguió la clasificación para la Champions League tras ganar al RC Deportivo de La Coruña por 0 a 1.

#### Temporada 2013/14
En una temporada en la que la Real Sociedad tuvo buenos resultados, Prieto volvería a ser una pieza clave para la Real Sociedad. En la jornada 3 de Liga, Prieto marcaría su primer gol de la temporada en el partido que su equipo perdió por 1-2 ante el Atlético de Madrid tras marcar por la escuadra con un disparo con su pierna derecha. El 17 de septiembre de 2013, Prieto debutó oficialmente en Champions League, en el primer partido de la fase de grupos, en el que la Real Sociedad cayó por 0-2 ante el Shajtar Donetsk. Prieto se lesionaría en la sexta jornada de Liga, en la visita de la Real al FC Barcelona, sufriendo una rotura de fibras que le mantendría varias semanas alejado de los terrenos de juego. Reapareció en la visita a Old Trafford donde la Real cayó 1-0 ante el Manchester United. La Real cayó eliminada de la Champions League un partido antes del final de la fase de Grupos en la derrota por 4-0 en el Donbass Arena ante el Shajtar Donetsk. En Liga, los resultados de la Real Sociedad siguieron mejorando y Prieto anotó un gol en la goleada 5-1 al Real Betis en Anoeta. Sin embargo, con la llegada del nuevo año, Prieto comenzó a perder la titularidad debido al fichaje en el mercado invernal del cántabro Sergio Canales.
En la Copa del Rey la Real volvió a llegar a semifinales un cuarto de siglo después, siendo eliminados por el FC Barcelona. Prieto jugó 7 partidos en los que no marcó goles.

#### Temporada 2014/15
Tuvo un notable comienzo de temporada, marcando dos goles decisivos en el partido de vuelta de la segunda fase previa de la UEFA Europa League ante el Aberdeen Football Club (2-3). Dos semanas después fue, de nuevo, decisivo en el partido de ida de la tercera y última ronda previa al marcar el solitario gol ante el FC Krasnodar en Anoeta. 
Con la llegada del nuevo técnico, David Moyes, Prieto se convirtió nuevamente en el pieza significativa del equipo. El 24 de enero, en la primera jornada de la segunda vuelta, anotó su primer gol en Liga a la salida de un córner en una victoria por 1-0 ante la S.D. Eibar. El 22 de febrero, tuvo un papel destacado tras anotar dos goles para dar la victoria a la Real ante el Sevilla F. C.

#### Temporada 2015/16
Comenzó la temporada, siendo el mediapunta titular en el esquema del escocés David Moyes. A partir de la jornada 5 Sergio Canales ocupó esa posición, comenzando Prieto algunos partidos desde el banquillo.
Tras la destitución de Moyes y conEusebio al mando, Prieto volvió a recuperar la titularidad, esta vez jugando en la banda. En el primer partido del vallisoletano como técnico, Prieto marcó su primer gol de la temporada en una victoria por 2-0 ante el Sevilla F. C..
El 16 de enero de 2016 anotó su segundo gol de la campaña, de penalti lanzado a lo panenka en el empate a un gol ante el RC Deportivo de La Coruña en Anoeta. Dos semanas después abrió el marcador con un gol de cabeza en la victoria por 2-1 ante el Real Betis.

#### Temporada 2016/17
Comenzó la temporada como suplente, aunque disponiendo de minutos en la primera jornada ante el Real Madrid, en la derrota por 0-3. En la segunda jornada, fue titular ante Osasuna en la victoria por 0-2 y dando su primera asistencia.
En la jornada 9, anotó su primer gol de la temporada con un cabezazo en la victoria por 3-0 ante el Deportivo Alavés. Una semana después, marcó de nuevo un tanto en la victoria por 0-2 ante el Leganés. También anotaría un tanto dos jornadas después, en la victoria 1-3 a domicilio ante el Real Sporting de Gijón.
Tras un periodo sin anotar ningún gol, el 24 de febrero de 2017 volvió a marcar ante la U. D. Las Palmas, en Gran Canaria, dando la victoria a su equipo por la mínima. En la siguiente visita, al Real Betis, Prieto marcó su primer doblete de la temporada que valió de nuevo para obtener la victoria por 2-3.
El 20 de marzo de 2017 se oficializó la renovación de Prieto por una temporada más con la Real Sociedad. Un mes después, anotó un tanto  en el Camp Nou en la derrota por 3-2 ante el F. C. Barcelona. En la penúltima jornada, Prieto anotó un gol de penalti en el empate por 2-2 ante el Málaga C.F. en Anoeta.
En el plano individual, Prieto volvió a ser uno de lo más destacados del cuadro vasco. Fue el único futbolista de la primera plantilla que jugó todos los partidos de Liga junto con Mikel Oyarzabal y solo se perdió uno de Copa. En total, disputó 43 partidos, anotando 8 goles y dando 6 asistencias.

#### Temporada 2017/18
Comenzó la nueva temporada de nuevo como titular en el centro del campo junto con Illarra y Zurutuza. El 25 de agosto, en el partido correspondiente a la segunda jornada de la Liga, Prieto fue homenajeado por sus 500 partidos antes del partido contra el Villarreal C.F.. El 14 de septiembre debutó en la fase de grupos de la UEFA Europa League en la goleada por 4-0 ante el Rosenborg BK, dando una asistencia de gol. En la jornada 7 en un partido ante el Real Betis que acabaría 4-4, Prieto anotó su segundo gol de la temporada.  El 18 de febrero de 2018, después de un periodo sin marcar de casi cinco meses, Prieto volvió a anotar un gol de penalti en la victoria por 3-0 ante el Levante U. D. No obstante, en la misma ejecución del lanzamiento sufrió una lesión en el aductor, que le obligó a ser sustituido en el minuto 13 por Sergio Canales.
El 10 de abril de 2018 anunció su retirada deportiva después de 15 años como profesional. El 12 de mayo jugó su último partido en Anoeta en la victoria por 3-2 ante el CD Leganés, entrando en los minutos finales del partido ya que no se encontraba plenamente recuperado de la lesión sufrida en el mes de febrero. Se le permitió dar un discurso de despedida, frente a todo el estadio, en el que, entre lágrimas, agradeció a la afición su presencia, rememorando viejos momentos, mientras mencionaba la promesa que le hizo a su madre de dovolver a su equipo a primera. Ese partido el equipo donostiarra lució un escudo en sus camisetas con la cara del jugador en homenaje a su trayectoria
El 20 de mayo jugó su último partido como profesional, de un total de 532, en la derrota por 1-0 ante el FC Barcelona en el Camp Nou.
Posteriormente, Prieto ha continuado cerca de la Real Sociedad, participando en diversos actos de veteranos, llegando a jugar un partido junto a Xabi Alonso.

## Clubes
| Club            | País   | Año         |
| --------------- | ------ | ----------- |
| Real Sociedad B | España | 2002 - 2003 |
| Real Sociedad   | España | 2003 - 2018 |

## Palmarés

### Títulos nacionales
| Título           | Club          | País   | Año     |
| ---------------- | ------------- | ------ | ------- |
| Segunda División | Real Sociedad | España | 2009-10 |

## Estadísticas

### Clubes
| Club                       | Div.                    | Temporada               | Liga | Liga | Copa | Copa | Champions | Champions | UEFA | UEFA | Total | Total | Total |
| Club                       | Div.                    | Temporada               | PJ   | G    | PJ   | G    | PJ        | G         | PJ   | G    | PJ    | G     |       |
| -------------------------- | ----------------------- | ----------------------- | ---- | ---- | ---- | ---- | --------- | --------- | ---- | ---- | ----- | ----- | ----- |
| Real Sociedad "B" · España | 3.ª                     | 2002/03                 | 29   | 5    | .    | .    | -         | -         | -    | -    | 29    | 5     |       |
| Real Sociedad "B" · España | 2.ª B                   | 2003/04                 | 14   | 3    | .    | .    | -         | -         | -    | -    | 14    | 3     |       |
| Total Real Sociedad "B"    | Total Real Sociedad "B" | Total Real Sociedad "B" | 43   | 8    | -    | -    | -         | -         | -    | -    | 43    | 8     |       |
| Real Sociedad · España     | 1.ª                     | 2003/04                 | 11   | 2    | 2    | 0    | 0         | 0         | -    | -    | 13    | 2     |       |
| Real Sociedad · España     | 1.ª                     | 2004/05                 | 23   | 0    | 2    | 1    | -         | -         | -    | -    | 25    | 1     |       |
| Real Sociedad · España     | 1.ª                     | 2005/06                 | 38   | 9    | 0    | 0    | -         | -         | -    | -    | 38    | 9     |       |
| Real Sociedad · España     | 1.ª                     | 2006/07                 | 33   | 4    | 1    | 0    | -         | -         | -    | -    | 34    | 4     |       |
| Real Sociedad · España     | 2.ª                     | 2007/08                 | 36   | 4    | 1    | 0    | -         | -         | -    | -    | 37    | 4     |       |
| Real Sociedad · España     | 2.ª                     | 2008/09                 | 32   | 4    | 1    | 0    | -         | -         | -    | -    | 33    | 4     |       |
| Real Sociedad · España     | 2.ª                     | 2009/10                 | 35   | 7    | 1    | 0    | -         | -         | -    | -    | 36    | 7     |       |
| Real Sociedad · España     | 1.ª                     | 2010/11                 | 37   | 7    | 2    | 0    | -         | -         | -    | -    | 39    | 7     |       |
| Real Sociedad · España     | 1.ª                     | 2011/12                 | 34   | 2    | 4    | 2    | -         | -         | -    | -    | 38    | 4     |       |
| Real Sociedad · España     | 1.ª                     | 2012/13                 | 35   | 9    | 2    | 0    | -         | -         | -    | -    | 37    | 9     |       |
| Real Sociedad · España     | 1.ª                     | 2013/14                 | 30   | 2    | 7    | 0    | 7         | 0         | -    | -    | 44    | 2     |       |
| Real Sociedad · España     | 1.ª                     | 2014/15                 | 35   | 4    | 3    | 0    | -         | -         | 4    | 3    | 42    | 7     |       |
| Real Sociedad · España     | 1.ª                     | 2015/16                 | 36   | 3    | 1    | 0    | -         | -         | -    | -    | 37    | 3     |       |
| Real Sociedad · España     | 1.ª                     | 2016/17                 | 38   | 8    | 5    | 0    | -         | -         | -    | -    | 43    | 8     |       |
| Real Sociedad · España     | 1.ª                     | 2017/18                 | 26   | 3    | 2    | 0    | -         | -         | 6    | 0    | 34    | 3     |       |
| Total Real Sociedad        | Total Real Sociedad     | Total Real Sociedad     | 479  | 68   | 33   | 3    | 7         | 0         | 10   | 3    | 530   | 74    |       |
| Total carrera              | Total carrera           | Total carrera           | 522  | 76   | 33   | 3    | 7         | 0         | 10   | 3    | 575   | 82    |       |

## Selección nacional
Ha sido internacional sub-21 con la selección de fútbol de España, entre 2004 y 2005, en cinco ocasiones. También ha disputado 14 amistosos internacionales con la selección de fútbol del País Vasco, que carece de reconocimiento oficial por la FIFA.